# Jérôme Bellay
Pour les articles homonymes, voir Bellay et Quenin.
Jérôme Bellay, pseudonyme de Dominique Quenin, né le 10 octobre 1942 à Châlons-sur-Marne (Marne), est un journaliste et patron de presse français.

## Biographie
Jérôme Bellay voulait devenir réalisateur de cinéma. L'année de son bac, il fait un stage dans un quotidien de Reims.          
En 1961, après L'Union de Reims, il intègre l'ORTF en 1965 où il devient correspondant à Cayenne, puis rédacteur en chef de l'ORTF Normandie-Caen. 
En 1981, il est nommé directeur de l'information de Radio France [Par qui ?] puis fonde France Info en 1987 avec Roland Faure.
En 1990, il rejoint TLM, avant de devenir directeur de la rédaction du Quotidien de Paris (Groupe Quotidien) présidé par Philippe Tesson. En 1992, il fait un passage à La Cinq avant de rejoindre Radio Monte-Carlo.
En 1994, il fonde LCI avec Christian Dutoit puis devient en 1996 président d'Europe 1, où il applique le concept de News and Talk, basé sur l'information et des débats sur l'actualité. Il est écarté en 2005, à la veille du référendum sur le traité établissant une Constitution pour l'Europe, et est remplacé par Jean-Pierre Elkabbach. Il est aussi président de la chaîne Santé Vie entre mai 2000 et juillet 2002.
À partir de septembre 2000, Jérôme Bellay est président de Maximal Productions[source insuffisante], et producteur de l'émission de débat quotidien C dans l'air présentée par Yves Calvi sur France 5 et de @ la carte présentée par Valérie Durier sur France 3. Le 27 octobre 2011, Maximal Productions produit l'intervention télévisée du président de la République consacrée à « la crise de la zone euro », sur une idée originale de Jérôme Bellay.
En juillet 2011, il est nommé directeur de la rédaction du Journal du dimanche (JDD). En octobre 2015, une manchette du JDD consacrée à Marine Le Pen « fait scandale ». Fin mai 2016, il annonce qu'il quitte ses fonctions de directeur du JDD et de dirigeant de Maximal Productions.
En octobre 2021, il est à nouveau nommé directeur de la direction du JDD, en remplacement d'Hervé Gattegno. Cette décision suscite la controverse, plusieurs cadres de Vivendi y voyant l'influence de Vincent Bolloré, et même une tentative de sa part de « démacroniser » le journal afin de mieux le faire correspondre à son agenda politique,. En janvier 2022, il est remplacé par Jérôme Béglé à la tête du journal.
Il a été marié à Claire Mugnier-Pollet, Isabelle Quenin et Édith Simonnet. 
Depuis 2001, il est marié à Isabelle Morizet (qui fut artiste de variétés sous le pseudonyme de Karen Cheryl).